# The Serenity of Suffering
The Serenity of Suffering (englisch für „die Gelassenheit des Leidens“) ist das zwölfte Studioalbum der US-amerikanischen Nu-Metal-Band Korn. Es wurde am 21. Oktober 2016 über das Label Roadrunner Records veröffentlicht.

## Produktion
The Serenity of Suffering wurde von dem US-amerikanischen Musikproduzenten Nick Raskulinecz produziert.

## Covergestaltung
Das Albumcover zeigt ein Kind, das einen blauen Hoody trägt, auf dessen Rücken das Bandlogo Korn in Schwarz steht. Es blickt über die Schulter den Betrachter an und schleift ein zombieähnliches Plüschtier (das bereits das Cover des Albums Issues zierte) hinter sich her. Im Vordergrund liegen weitere Kuscheltiere und Puppen auf dem Boden, während im Hintergrund ein Rummel mit Kinderkarussells zu sehen ist.

## Gastbeiträge
Der einzige Gastauftritt des Albums stammt von Corey Taylor, Sänger der Nu-Metal-Band Slipknot, der auf dem Song A Different World zu hören ist.

## Titelliste
| #  | Titel                                  | Länge |
| -- | -------------------------------------- | ----- |
| 1  | Insane                                 | 3:50  |
| 2  | Rotting in Vain                        | 3:33  |
| 3  | Black Is the Soul                      | 4:01  |
| 4  | The Hating                             | 4:22  |
| 5  | A Different World (feat. Corey Taylor) | 3:20  |
| 6  | Take Me                                | 3:00  |
| 7  | Everything Falls Apart                 | 4:17  |
| 8  | Die Yet Another Night                  | 4:28  |
| 9  | When You’re Not There                  | 3:24  |
| 10 | Next in Line                           | 3:28  |
| 11 | Please Come for Me                     | 2:53  |

Bonus-Songs der Deluxe-Edition:
| #  | Titel               | Länge |
| -- | ------------------- | ----- |
| 12 | Baby                | 4:55  |
| 13 | Calling Me Too Soon | 3:23  |

Bonus-Song der japanischen Deluxe-Edition:
| #  | Titel      | Länge |
| -- | ---------- | ----- |
| 14 | Out of You | 3:26  |

## Chartplatzierungen und Singles
The Serenity of Suffering stieg am 28. Oktober 2016 auf Platz 3 in die deutschen Albumcharts ein und konnte sich fünf Wochen in den Top 100 halten.
Am 22. Juli 2016 wurde das Lied Rotting in Vain als erste Single ausgekoppelt. Außerdem wurden die Songs Insane, A Different World und Take Me vorab im Internet veröffentlicht. Zu allen vier Titeln wurden auch Musikvideos gedreht. Im Juni 2017 erschien zudem ein Video zu Black Is the Soul.

## Rezeption
Die professionelle Kritiken fielen großteils positiv aus. So erreichte das Album einen Metascore von 67 %, basierend auf neun Rezensionen.
Der Metal Hammer bewertete The Serenity of Suffering mit sechs von möglichen sieben Punkten. Der Redakteur Matthias Weckmann bezeichnet mehrere Lieder des Albums als „qualitativ oberste Liga im Korn-Wertekanon“ und meint, dass die Band „die eigenen Stärken seit gut 15 Jahren nicht mehr so konsequent offenbart“ habe. Nadine Schmidt von metal.de attestierte: "KORN reisen mit “The Serenity Of Suffering” back to the future".
Allerdings gab es teilweise auch deutlich kritischere Bewertungen wie bei Rolling Stone und der Internetseite laut.de, die dem Album nur zwei von möglichen fünf Punkten gab. laut.de-Redakteur Alex Klug meint, dass die Songs sich kaum von früheren Werken der Band unterscheiden würden und bezeichnet den Tonträger insgesamt als „lebloses Ergebnis einer Frankenstein-Operation aus verschwenderischen Drei-Ton-Refrains“.